# Мозг-матрёшка
Мозг-матрёшка — гипотетическая мегаструктура, предложенная Робертом Брэдбери, на основе сферы Дайсона, имеющая огромную вычислительную мощность. Это пример звездной машины класса B, которая использует весь энергетический потенциал звезды, чтобы приводить в действие компьютерную систему.  Название концепции происходит от русской деревянной куклы — матрёшки.

## Концепция
Термин «мозг-матрёшка» был изобретён Робертом Брэдбери в качестве альтернативы к термину «мозг-Юпитер» — похожей концепции, однако имеющей не звёздный, а планетарный масштаб и оптимизированной для минимальной задержки прохождения сигнала. Конструкция мозга-матрёшки делает акцент на чистой ёмкости и максимизации энергии, получаемой из источника (звезды), в то время как мозг-Юпитер оптимизирован по скорости вычислений.
Такая структура должна состоять, по крайней мере, из двух (обычно больше) сфер Дайсона, построенных вокруг звезды и вложенных одна в другую. Значительная часть оболочек будет состоять из нанокомпьютеров молекулярного масштаба. Эти компьютеры по крайней мере частично будут получать энергию от обмена между звездой и межзвёздной средой. Оболочка будет поглощать энергию, излучаемую на её внутреннюю поверхность, использовать её для питания компьютерных систем и излучать энергию вовне. Нанокомпьютеры каждой оболочки будут предназначены для работы при различных температурах.
Как и любая другая сцепленная сфера Дайсона, данная конструкция гравитационно нестабильна в долговременной перспективе. С инженерной точки зрения постройка данной структуры требует колоссальных затрат, в том числе из-за того, что сооружение оболочек потребует использования материала значительной части планетной системы звезды и скорее всего просто не имеет решения в условиях реально возможных материалов. Кроме того, поскольку при любых вычислениях происходит диссипация энергии в виде тепла не ниже постоянной Больцмана на каждый бит и пропорционально температуре согласно принципу Ландауэра, а в вакууме теплоотдача происходит только путём излучения, то многослойность структуры не повышает её энергоэффективность.

## Возможное использование
Довольно сложно представить возможные сферы применения таких огромных вычислительных ресурсов. Одна из идей предложена Чарльзом Строссом в романе Accelerando: мозг-матрёшка может использоваться для создания точной имитации реальности или переноса сознания человека в виртуальную реальность. Дэмиен Бродерик предполагает, что мозг-матрёшка сможет моделировать целые альтернативные вселенные.
Футуролог и трансгуманист Андерс Сандберг написал эссе, рассматривающее следствия осуществления вычислений такого масштаба на машинах, подобных мозгу-матрёшке, которое было опубликовано Институтом по этике и новым технологиям.

## Сторонние оценки
Роберт Брэдбери, автор концепции, использовал её в антологии «Год 1,000,000: наука на дальнем краю знания» (англ. Year Million: Science at the Far Edge of Knowledge), привлёкшей интерес обозревателей Los Angeles Times и Wall Street Journal.
Идея вычислительных устройств огромной мощности рассматривалась в эссе Ника Бострома в журнале The Philosophical Quarterly. Бостром рассуждает о том, что если люди добровольно эволюционируют к стадии постчеловека, перед каждой ступенью эволюции потребуется масштабное компьютерное моделирование, требующее машин таких, как мозг-матрёшка. Рэймонд Курцвейл несколько раз упоминает эту идею в книге «Сингулярность уже близко» (2005), следуя похожей цепочке рассуждений. Он отмечает, что существование внутри компьютерной модели может быть таким же «реальным», как и в обычной биосфере — если вообще можно провести такое различие. Концепция мозга-матрёшки также рассматривается в статье, опубликованной в апрельском номере журнала Британского межпланетного общества за 2003 год.

## Мозг-Юпитер
Мозг-Юпитер — это теоретическая вычислительная мегаструктура размером с планету. В отличие от мозга-матрёшки, мозг-Юпитер оптимизирован для минимизации задержки прохождения сигнала и имеет компактную структуру. Обеспечение питания и рассеивание тепла в такой системе представляют значительные трудности.
Хотя твёрдый плотный объект с размером и массой планеты земного типа или газового гиганта не может быть построен из любого известного материала, подобная структура может быть построена как решётка низкой плотности с массой, сравнимой с большим спутником или маленькой планетой, но имеющая значительно больший объём, либо как плотная, но не твёрдая структура с массой и плотностью планеты (при этом требуется контроль за внутренним градиентом температуры для предотвращения конвекции).